# Parc national de Hossa
Le parc national de Hossa (finnois: Hossan kansallispuisto; suédois: Hossa nationalpark) est un parc national finlandais de 110 km2, fondé en 2017. 
Il est le 40e parc national du pays, et le second plus récent.  
Le parc est également désigné zone importante pour la conservation des oiseaux,.  

## Description
Le parc est situé à l'ouest du village de Hossa au nord-est de la municipalité de Suomussalmi, près de la frontière avec la Russie. Le paysage se compose de forêts (pins, sapins), de rivières, de falaises (peintures rupestres des falaises Värikallio) et compte 130 lacs (y compris le Julma-Ölkky, avec son canyon). 
Outre les paysages de crête façonnés par l'âge de glace, les plus célèbres attractions de Hossa sont les peintures rupestres de Värikallio, vieilles de 4 000 ans, sur la falaise de Somerjärvi, dans la partie nord du parc.

## Biodiversité
Dans le parc national de Hossa pousse le Rhododendron tomentosum. On peut apercevoir le pinson du Nord, la loutre, le pic épeiche, le cincle et le grand tétras.
Rennes et élans y sont très nombreux et les ours sont les plus nombreux carnivores du parc.

## Galerie

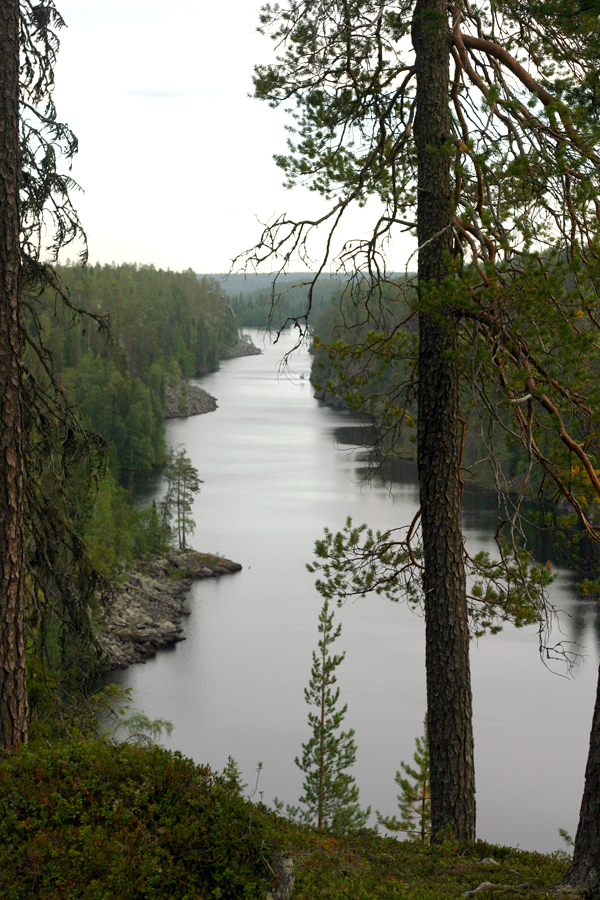
Le canyon Ölkky
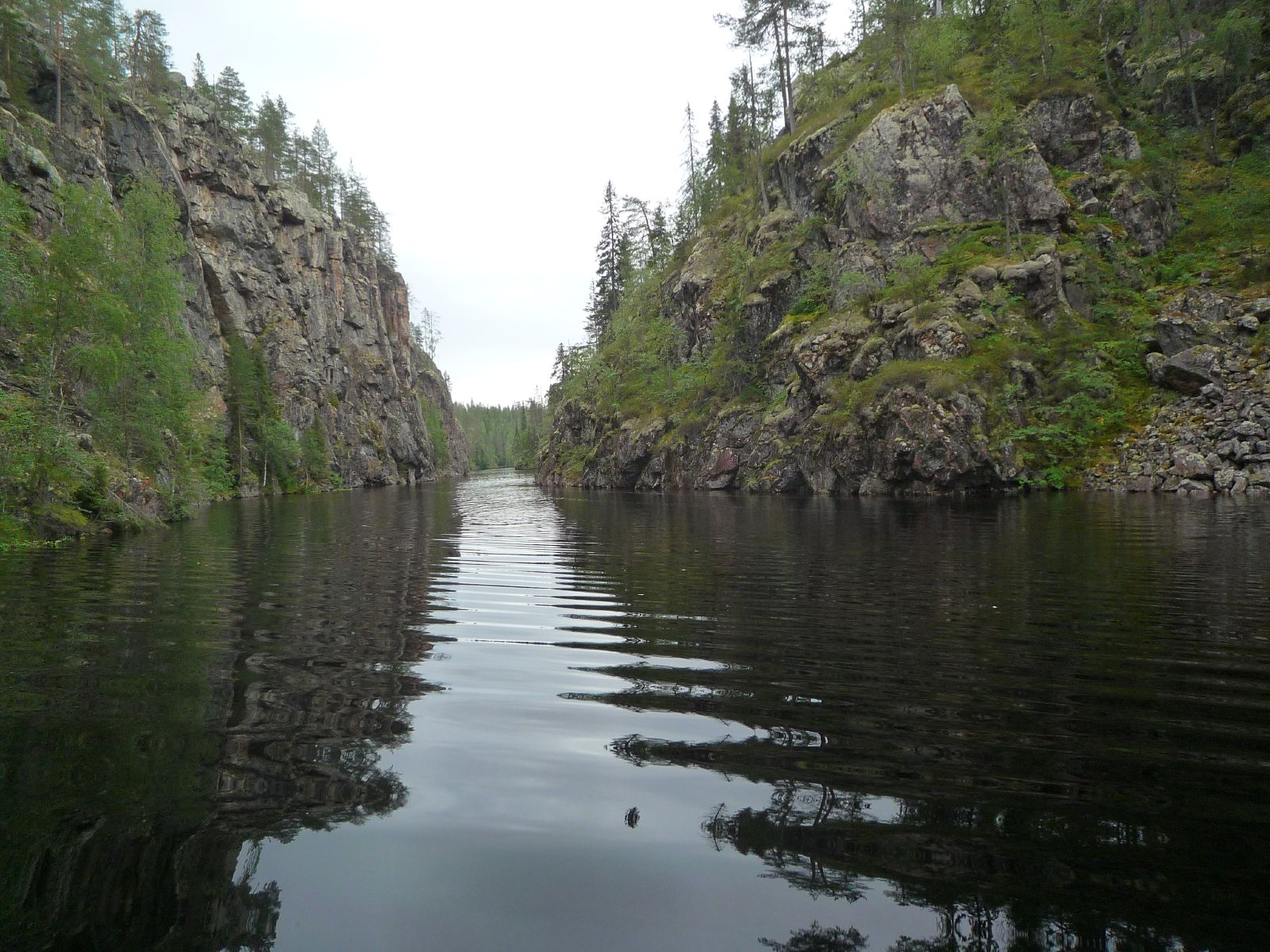
Le lac Julma Ölkky.

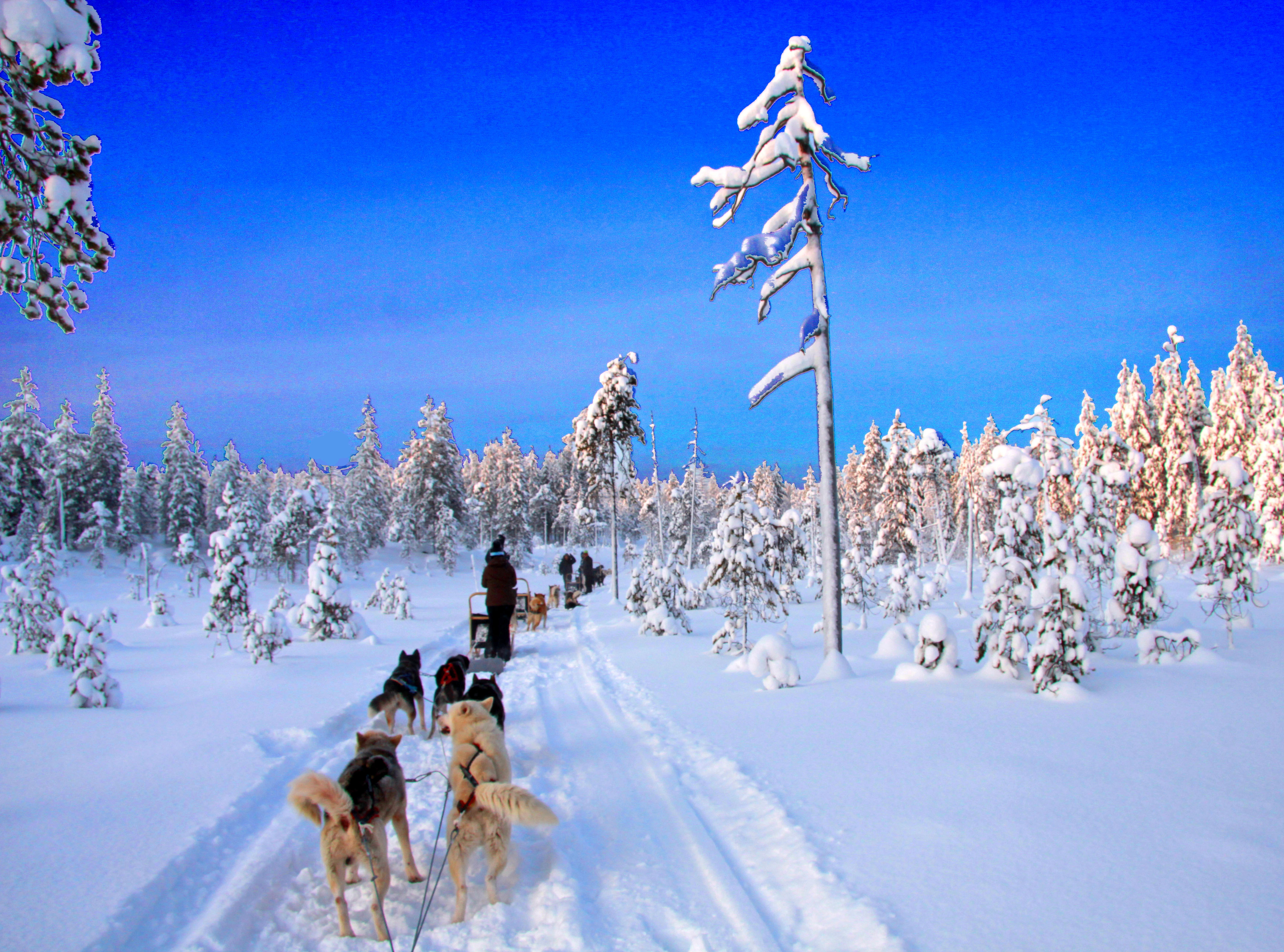
Raid en traîneau.
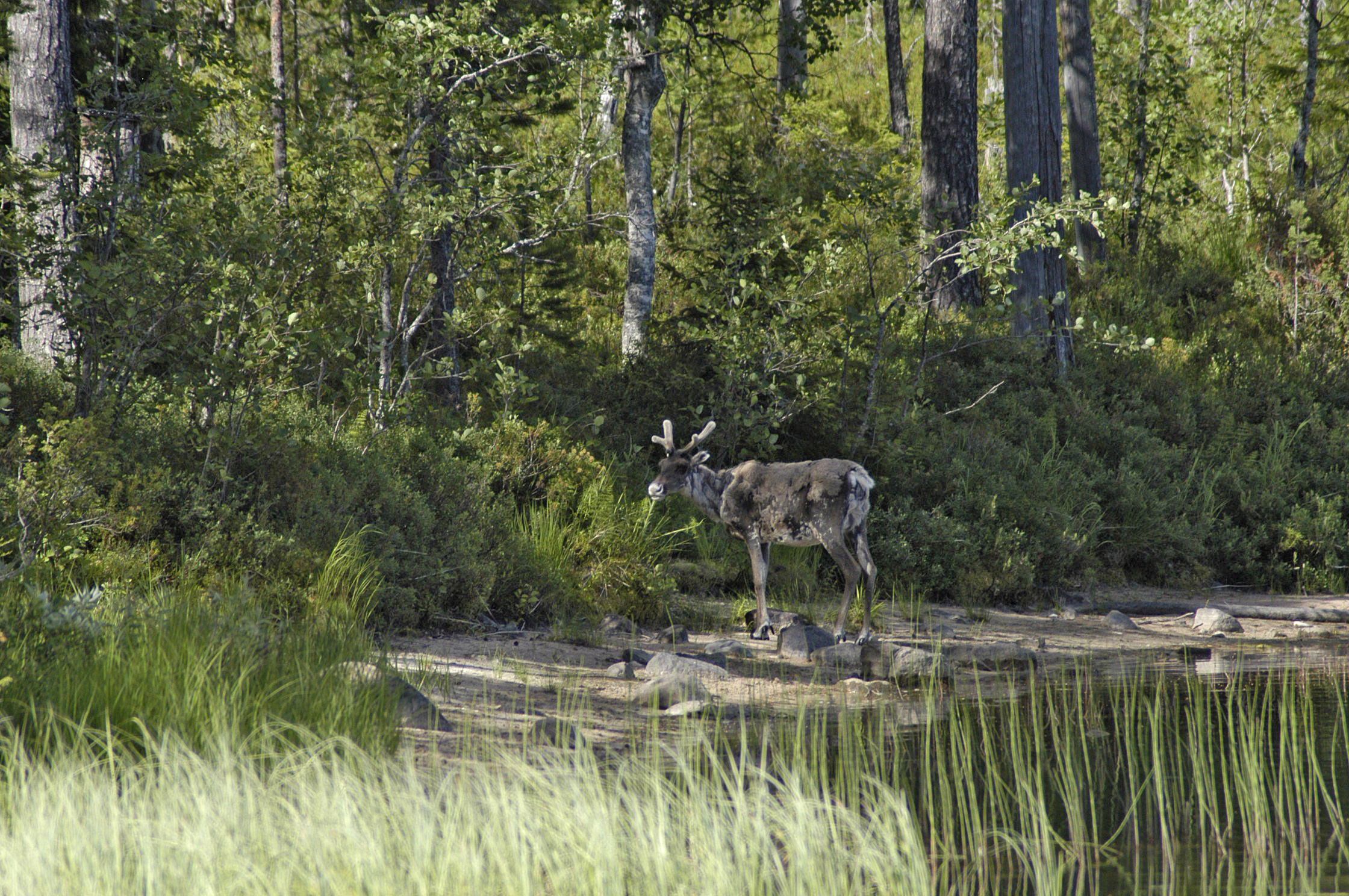
Renne dans le parc.
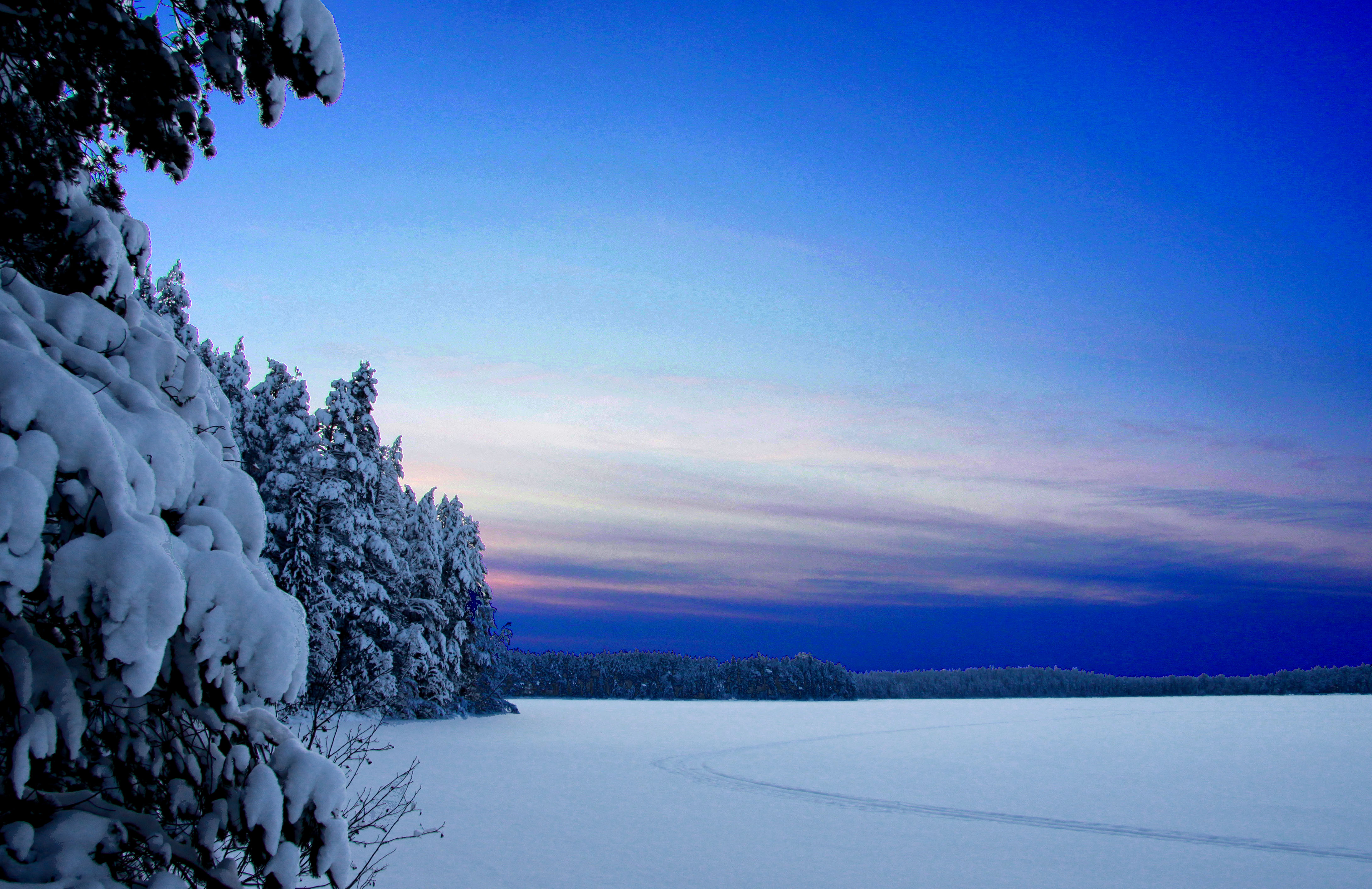
Lever du jour.